# フェズ王国

フェズ王国
مملكة فاس

Europa 1600 en kairyou.JPGも参照

フェズ王国とは、フェス王国またはアラビア語の読み方からファス王国、ファース王国とも呼び、1472年から1554年までフェズを首都として現在のモロッコ地域を支配した王国。この王国を統治したのはワッタース朝である。

## 概要
1472年にアブー＝アブドゥッラー・アル＝シャイフ・ムハンマド・イブン・ヤフヤー（en）がフェズを征服して建国した。
1492年、グラナダ王国が滅亡してスペイン王国による国土回復運動が終わり、スペイン王国からレオ・アフリカヌスを含むイスラム教徒と約5000人のスペインのユダヤ人がやって来た。1493年、グラナダ王国最後の君主ムハンマド11世が母アイシャ（en）とともに来た。アイシャは到着後死去した。
ポルトガル王国に1488年サフィ、1502年アル・ジャディーダ、1505年アガディール、1506年Souira Guedimaを奪われた。1522年、フェズで地震が起こり、多大な被害を受けた。
サアド朝に1511年ラバト、1524年マラケシュを奪われた。1548年に最後の国王が捕らえられ、1550年には首都フェズを征服されて滅亡した。